# Pat Manson
Pat Manson (né le 29 novembre 1967 à West Point) est un athlète américain, spécialiste du saut à la perche. 
Il remporte trois fois consécutivement, en 1991, 1995 et 1999, le titre du saut à la perche des Jeux panaméricains. Il se classe par ailleurs sixième des Championnats du monde 1997 et 14e de ceux de 1999.
En 1997, Pat Manson devient champion des États-Unis en salle avec un saut à 5,70 m.
Son record personnel en plein air, établi le 15 septembre 1994 à Tokyo et le 13 septembre 1997 à Fukuoka, est de 5,85 m.